# Gruzijske kronike
Gruzijske kronike je konvencionalni engleski naziv za glavni kompendij srednjovjekovnih gruzijskih povijesnih tekstova, nativno poznatih kao Kartlis Tskhovreba (gruz.: ქართლის ცხოვრება ), što bi značilo „život Kartlije". Kartlija je bila jezgra područja antičke i srednjovjekovne Gruzije, poznatih u klasičnih i bizantskih autora kao Iberija.
Kronike su poznate i pod nazivom Gruzijski kraljevski anali, jer su u osnovi bili službeni korpus povijesti Kraljevine Gruzije.

## Kronike
Kronike se sastoje od niza različitih tekstova koji datiraju od 9. do 14. stoljeća. Datiranje ovih djela kao i identifikacija njihovih autora (npr. Leonti Mroveli i Džuanšer Džuanšeriani) bilo je predmetom znanstvenih rasprava. Iako mnogi znanstvenici u Gruziji i dalje predlažu datiranje u 11. stoljeće za prvu redakciju korpusa, sve veći broj modernih stručnjaka prihvatio je hipotezu profesora Kirila Tumanova da su najraniji tekstovi Kartlisa Tskhovrebe sastavljeni oko 800. godine. Najnoviji tekstovi dodani su u 14. stoljeću. "Kanoniziranu" verziju uređivalo je posebno povjerenstvo koje je imenovao i kojim je predvodio kralj Vahtang VI. početkom 18. stoljeća.
Tijekom 11. stoljeća, prva tri djela - "Povijest kraljeva i patrijarha Gruzijaca", "Povijest kralja Vakhtanga Gorgasalija" i "Mučeništvo svetog Arčila" - već su činila prvi korpus koji je obuhvaćao gruzijsku povijest od najstarijih vremena kroz vladavinu Vahtanga I. Gorgasalija, pa sve do smrti Vahtangova potomka Arčila (786.) Sredinom 12. stoljeća dodana su dva teksta: "Kartlijska kronika" - koja bilježi gruzijsku povijest od kraja 8. stoljeća do vladavine prvog svegruzijskog kralja Bagrata III. (r. 1008. – 1014.), rane kraljevske godine Đure II. (r. 1072. – 1089.) - i "Povijest Kralja kraljeva Davida" - koja nastavlja priču i usredotočuje se na vladavinu Davida IV. (r. 1089. – 1125.)

## Rukopisi
Postojeći gruzijski rukopisi Kartlisa Tskhovrebe relativno su kasni, s najranijim, takozvanim Anaseulijem iliti Kodeksom "kraljice Ane", koji datira iz razdoblja 1479. – 1495. Druga glavna varijanta, Mariamiseuli ili kodeks "kraljice Mariam", kopirana je u godinama 1633. – 1645./1646. Međutim, preživjeli gruzijski rukopisi datiraju iz skraćene armenske adaptacije Kronike poznate kao "Povijest Gruzijaca" (Patmut'iwn Vrats '), koja je najvjerojatnije nastala u 12. stoljeću, a najraniji sačuvani rukopis kopiran je u razdoblju od 1279. – 1311.
Dostupni su brojni prijevodi na francuski, ruski, engleski i njemački, ali svaki obuhvaća samo odabrani broj tih tekstova.

## Autentičnost
Neki moderni znanstvenici, poput Ivana Džavahišvilija, doveli su u pitanje autentičnost ranih sastavnica "Gruzijske kronike" i pozvali na krajnji oprez u radu s njima. Doista, stroge se povijesne činjenice često miješaju s mitskim, što otežava ponekad razlikovanje istinske historiografije i mitologije. Međutim, kritičke analize protiv drugih izvora, uključujući klasične autore, i niz nedavnih arheoloških studija dokazali su pouzdanost mnogih izvještaja Kronika. Ovi se tekstovi odnose na dokaze ne samo za povijest Gruzije, već i Armenije i Kavkaza općenito, Irana, Sirije, Anadolije, Rimskog Carstva, Hazara i Turaka.

## Komponente
| Naziv                                                        | Gruzijski naziv                                                | Transliteracija                                                  | Nadnevak                         | Autor                                   | Razdoblje pokrivenosti       |
| ------------------------------------------------------------ | -------------------------------------------------------------- | ---------------------------------------------------------------- | -------------------------------- | --------------------------------------- | ---------------------------- |
| Povijest kraljeva i patrijarha Gruzijaca                     | ცხოვრება ქართუელთა მეფეთა და პირველთაგანთა მამათა და ნათესავთა | tskhovreba kartuelta mepeta da pirveltaganta mamata da natesavta | 9. ili 11. stoljeće              | Leonti Mroveli (?)                      | 4. st. pr. Kr. – 5. stoljeće |
| Povijest i život kralja Vahtanga Gorgosalija                 | ცხოვრება და მოქალაქეობა ვახტანგ გორგასლისა                     | tskhovreba da mokalakeoba vakhtang gorgaslisa                    | oko 800. godine ili 11. stoljeće | Džuanšer Džuanšeriani                   | 5. – 8. stoljeće             |
| Mučeništvo Svetog i Veličanstvenog Arčila                    | წამება წმიდისა და დიდებულისა არჩილისი                          | tsameba tsmidisa da didebulisa archilisi                         | 9. ili 11. stoljeće              | Džuanšeriani iliMroveli                 | 736. – 786.                  |
| Kronike Kartlije                                             | მატიანე ქართლისა                                               | matiane kartlisa                                                 | 11. stoljeće                     | Anonimni autor                          | 786. – 1072.                 |
| Povijest Kralja kraljeva Davida                              | ცხოვრება მეფეთ მეფისა დავითისი                                 | tskhovreba mepet mepisa davitisi                                 | 12. stoljeće                     | Anonimni autor                          | 1072. – 1125.                |
| Povijest Bagrationa                                          | ცხოვრება და უწყება ბაგრატონიანთა                               | tskhovreba da utsqeba bagratonianta                              | 11. stoljeće                     | Sumbat Davitis-Dze                      | 6. stoljeće – 1031.          |
| Povijesti i pohvale suverena                                 | ისტორიანი და აზმანი შარავანდედთანი                             | istoriani da azmani sharavandedtani                              | 13. stoljeće                     | Nadbiskup-kancelar Teodor iz Čkondidija | 1156. – 1212.                |
| Povijest pet vladavina (također nazvane i Kronike Đure Laše) | ლაშა-გიორგის დროინდელი მატიანე                                 | lasha-giorgis droindeli matiane                                  | 1223.                            | Povijest Đure IV.                       | 1125. – 1223.                |
| Povijest Kralja kraljeva Tamare                              | ცხოვრება მეფეთ მეფისა თამარისი                                 | tskhovreba mepet mepisa tamarisi                                 | 1210. – 1213.                    | Bazil                                   | 1184. – 1210./1213.          |
| Kronika stotinu godina                                       | ასწლოვანი მატიანე                                              | astslovani matiane                                               | 14. stoljeće                     | Anonimni autor                          | 1212. – 1318.                |